# Tautos pažangos partija
Die Tautos pažangos partija (TPP, deutsch: Fortschrittspartei des Volkes) ist eine konservative nationalistische politische Partei in Litauen. Sie war insbesondere in der Gründungszeit der Republik Litauen von Bedeutung.

## 1917–1924
Die Anfänge der Partei liegen in den Umwälzungen in Russland aufgrund des Ersten Weltkriegs. Mit der demokratischen Revolution im Februar 1917 begannen sich die demokratischen Kräfte der verschiedenen Völkerschaften des Russischen Zarenreiches zu formieren. So bildete sich im Februar 1917 in St. Petersburg der Litauische Nationalrat. Eine der sechs beteiligten Parteien war die Fortschrittspartei des Volkes, die im Verlauf des Jahres 1916 von Juozas Kubilius, Liudas Noreika (1884–1928) und dem Priester Juozas Tumas-Vaižgantas gegründet worden war. Alle drei waren in St. Petersburg politisch aktiv, Noreika als Publizist (Zeitschrift Lietuvos balsas, deutsch Stimme Litauens), Kubilius und Tumas-Vaižgantas im Hilfswerk für die litauischen Vertriebenen des Krieges.
Gleichzeitig nahmen Vertreter der Fortschrittspartei in der litauischen Hauptstadt Vilnius, zu diesem Zeitpunkt von den Truppen des Deutschen Reiches besetzt, an den dortigen Unabhängigkeitsbestrebungen teil. Die wichtigsten Vertreter waren Antanas Smetona und Augustinas Voldemaras, wiewohl sie im Litauischen Staatsrat, der später in Staatsrat umbenannt wird, als Parteilose auftraten. Wichtigstes Bestreben der Fortschrittspartei ist die unbedingte Wiederherstellung der staatlichen Unabhängigkeit Litauens, gleich in welcher Regierungsform. Antanas Smetona war einer der Unterzeichner der Unabhängigkeitserklärung vom 16. Februar 1918 und wurde im April 1919, nachdem die Unabhängigkeit Litauens durch das Ende der deutschen Besatzung Wirklichkeit geworden war, zum ersten Präsidenten Litauens gewählt.
Bei den anschließenden Wahlen zum Verfassung gebenden Seimas im April 1920 konnte die TTP keine Sitze erringen. Auch bei den folgenden Wahlen 1922 und 1923 ging sie leer aus.
In dieser Zeit positionierten sich die führenden Vertreter, Smetona und Voldemaras, als scharfe Gegner des Parlamentarismus und der Kommunisten. Die von ihnen heraus gegebenen Zeitschriften (u. a. Lietuvos balsas und Vairas (deutsch Steuerrad)) wurden regelmäßig verboten und Voldemaras gar zu einer längeren Gefängnisstrafe verurteilt (Herbst 1923).
Im August 1924 erfolgte der Zusammenschluss mit der Wirtschafts- und Politikvereinigung der Landarbeiter (litauisch Ekonominės ir politinės žemdirbių sąjunga) und die Umbenennung der Partei in Union der litauischen Nationalisten (LTS). Als solche konnte sie bei den dritten Seimas-Wahlen im Mai 1926 drei Mandate im Parlament erringen.

## Wiedergründung 1992/94
Nach Uneinigkeiten in der Fraktion der litauischen Nationalisten, die sich Ende 1990 aus 12 Abgeordneten der Sąjūdis im Verfassung gebenden Seimas von gebildet hatte, schlossen sich fünf Abgeordnete im Januar 1992 zur Fraktion des Fortschritts des Volkes zusammen, der im Mai 1992 die Gründung der Bewegung des Fortschritts des Volkes folgte. Bei den Parlamentswahlen im Oktober 1992 konnte diese Bewegung jedoch keine Mandate erringen (1,1 % der gültigen Stimmen).
Am 28. Mai 1994 wurde die Bewegung auf dem ersten Parteitag in die Fortschrittspartei des Volkes (TPP) umgewandelt und knüpft damit seither auch namentlich an ihre Vorgängerpartei an. Sie ist allerdings in der aktuellen Parteienlandschaft bis auf Weiteres eine nationalkonservative Splitterpartei geblieben.